# Championnat de France Nationale 1 de tennis de table 1982-1983
Navigation
Nationale 1 1981-1982 Nationale 1 1983-1984
| \| US Kremlin Bicêtre ES Levallois AS Messine Paris \| Localisation des clubs engagés dans le championnat. |
| US Kremlin Bicêtre ES Levallois AS Messine Paris                                                           |

Le Championnat de France de tennis de table 1982-1883 voit l'US Kremlin-Bicêtre remporter le dixième titre de champion de France de son histoire devant l'AS Messine Paris. Le TT La Tronche et l'EM Vesoul descendent en Nationale 2.

## Championnat Masculin
- 1. US Kremlin Bicêtre
- 2. AS Messine Paris
- 3. ES Levallois
- 4. VGA Saint-Maur
- 5. Trinité Sports TT
- 6. Amiens STT (promu en début de saison)
- 7. TT La Tronche (relégué en fin de saison)
- 8. EM Vesoul (promu puis relégué)

## Championnat Féminin
Classement à la douzième journée
- 1. AL Bruz, 36 points
- 2. ASPTT Lyon, 32 pts
- 3. ASPTT Annecy, 27 pts
- 4. Amiens SC, 26 pts
- 5. US Saint-Malo, 23 pts
- 6. AS Mulhouse, 20 pts
- 7. FJEP Auchel, 16 pts
- 8. ASPTT Paris, 14 pts